# فياتشيسلاف كرافتسوف
فياتشيسلاف كرافتسوف (بالأوكرانية: Кравцов В'ячеслав Валерійович) مواليد 25 أغسطس 1987 في أوديسا، الجمهورية الأوكرانية السوفيتية الاشتراكية، هو لاعب كرة سلة محترف أوكراني بدأ مسيرته الاحترافية في سنة 2005 يلعب مع فريق باسكت سرقسطة 2002 كلاعب وسط ويحمل الرقم 55. يبلغ طوله 7 قدم 0 بوصة (2.1 م).

## فرق لعب لها
- ديترويت بيستونز
- فينيكس صنز
- فوشان دراليونز
- نادي سسكا موسكو لكرة السلة
- باسكت سرقسطة 2002

## إحصائيات المسيرة

### الرابطة الوطنية لكرة السلة

#### الموسم الاعتيادي
| السنة   | الفريق          | لعب | بدأ | دقيقة | ميداني% | ثلاثية | حرة  | ارتداد | صنع | استلاب | تصدي | نقطة |
| ------- | --------------- | --- | --- | ----- | ------- | ------ | ---- | ------ | --- | ------ | ---- | ---- |
| 2012–13 | ديترويت بيستونز | 25  | 0   | 9.0   | .717    | .000   | .297 | 1.8    | .4  | .2     | .4   | 3.1  |
| 2013–14 | فينيكس صنز      | 20  | 0   | 3.0   | .513    | .000   | .500 | .9     | .1  | .0     | .1   | 1.0  |
| المسيرة |                 | 45  | 0   | 6.3   | .672    | .000   | .333 | 1.4    | .2  | .1     | .2   | 2.2  |

## روابط خارجية
- فياتشيسلاف كرافتسوف على موقع الاتحاد الدولي لكرة السلة (الإنجليزية)
- فياتشيسلاف كرافتسوف على موقع الدوري الأوروبي لكرة السلة (الإنجليزية)
- فياتشيسلاف كرافتسوف على موقع إن بي أي (الإنجليزية)
- فياتشيسلاف كرافتسوف على موقع سبورتس رفرنس (الإنجليزية)
- فياتشيسلاف كرافتسوف على موقع الدوري الإسباني لكرة السلة (الإسبانية)
- فياتشيسلاف كرافتسوف على موقع كرة السلة الأوروبية.كوم (الإنجليزية)
- فياتشيسلاف كرافتسوف على موقع DraftExpress.com (الإنجليزية)
- فياتشيسلاف كرافتسوف على موقع إي إس بي إن.كوم (الإنجليزية)
- فياتشيسلاف كرافتسوف على موقع ريلجم (الإنجليزية)
- فياتشيسلاف كرافتسوف على موقع بروبوليرز (الإنجليزية)